# Javier Caldas
Javier Fernández-Caldas Rodríguez (Santa Cruz de Tenerife, 26 de julio de 1963) es un productor y director de cine español conocido por sus premiados cortometrajes, por su delirante película La isla del Infierno, largometraje de aventuras inspirado en la historia de Canarias y por  la serie de televisión La Noche del Crimen.

## Biografía
Nació el 26 de julio de 1963 en Santa Cruz de Tenerife. Licenciado en la Universidad Complutense de Madrid en Imagen y Sonido. Diplomado en Dirección de Cine por la Escuela Tai de Madrid. Trabajó en la productora Elías Querejeta P.C., como ayudante de producción, jefe de producción y ayudante de dirección. 

## Filmografía

### Cortos
- Luna de miel (1987)
- El último Latido (1993)
- Frágil (1994)
- Cofe Aroma (2004)
- La criada (2013)
- La geometría de los sueños (2014)

### Largometrajes
- La isla del Infierno (1998)
- Melies, el mago que invento el cine  (2009)

### Documentales
- El Plátano en Canarias (1992)
- Guayota (1997)
- Carmelina Barberi (1999)
- El Agua (2006)
- La Desalación (2007)
- Paisajes del agua (2008)

### Publicidad
- 6 cortometrajes de ficción de 10 minutos cada uno, destinado al público juvenil, sobre enfermedades de transmisión sexual, financiado por la Consejería de Sanidad del Gobierno de Canarias.
- Campaña de publicidad de tres spots para la compañía Óptica 2001
- Publi reportaje de 10 minutos sobre el grupo CITA
- Spot de la compañía de aguas “Fuente Alta” Spot del hotel Bahía del Duque

### Videoclips
- “Las Ratas” “Patricia Kraus” “Silvia Pantoja” “Tony Santos”  “Plan Marshal”

### Televisión
La Noche del Crimen
- Cap 1 “Lola”  / Guion Producción Dirección
- Cap 2” Morris” / Producción
- Cap 3 “Las Herederas” / Guion  Producción Dirección
- Cap 4 “Familia Alexander” / Guion Producción  Dirección
- Cap 5 “Dámaso I”  / Guion Producción
- Cap 6  “Dámaso II” / Guion  Producción
- Cap 7  “Eufemiano I” / Guion Producción  Dirección
- Cap 8  “Eufemiano II” / Producción
- Cap 9  “Babache” / Guion Producción Dirección
- Cap 10  “Los Hijos de la Calle” / Guion Producción Dirección
- Cap 11 “Canarias en Guerra” / Guion  Producción  Dirección
- Cap 12  “Corredera I” / Guion  Producción  Dirección
- Cap 13  “Corredera II” /  Guion Producción  Dirección